# 朗格 (阿摩尔滨海省)
朗格（法語：Langueux，法語發音：[lɑ̃gø]）是法国阿摩尔滨海省的一个市镇，位于该省中部，属于圣布里厄区。

## 地理
朗格（48°29'42"N, 2°43'3"W）面积9.1 平方千米，位于法国布列塔尼大區阿摩尔滨海省，该省份为法国西北部沿海省份，位于布列塔尼半岛北部，北濒大西洋英吉利海峡，西接菲尼斯泰尔省，南至莫尔比昂省，东临伊勒-维莱讷省。
与朗格接壤的市镇（或旧市镇、城区）包括：圣布里厄、伊利永、特雷格、伊菲尼亚克。

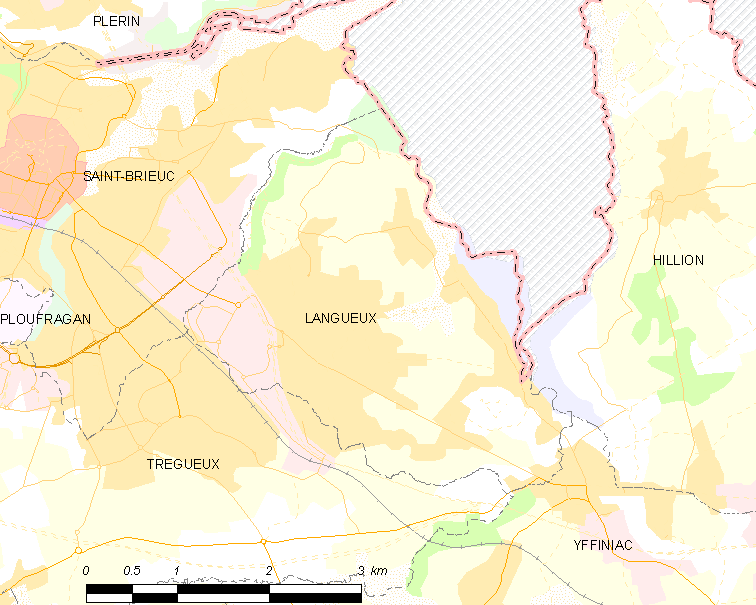
的OSM定位图

朗格的时区为UTC+01:00、UTC+02:00（夏令时）。

## 行政
朗格的邮政编码为22360，INSEE市镇编码为22106。

## 政治
朗格所属的省级选区为特雷格县。

## 人口

1962-2008年间人口变化图示

朗格于2022年1月1日时的人口数量为7947人。